# Hier irrte Scotland Yard
Hier irrte Scotland Yard ist ein US-amerikanischer Kriminalfilm im Stil des Film noir aus dem Jahr 1946 von Don Siegel mit Sydney Greenstreet und Peter Lorre in den Hauptrollen. Der Film wurde von Warner Bros. produziert und basiert auf dem 1895 in Deutschland veröffentlichten Roman Das große Geheimnis der Bow Street von Israel Zangwill.

## Handlung
London, 1890: Nach der Hinrichtung eines Mordverdächtigen stellt sich dessen Unschuld heraus. Superintendent Grodman, der die Ermittlungen leitete und nur Indizien beschaffen konnte, aufgrund derer der Mann für den Mord an Helen Kendall zum Tode verurteilt wurde, sieht sich zum Rücktritt gezwungen. Seinen Posten übernimmt sein Rivale Buckley. Zu Hause erhält Grodman Besuch von seinen Nachbarn Victor Emmric und Arthur Kendall, Helens Neffen. Auch der Abgeordnete Clive Russell erscheint. Als Russell und Kendall in politische Streitereien geraten, endet das Treffen. Vor dem Haus bedroht Russell Kendall, was von dessen Freundin Lottie Rawson, einer Tänzerin, gehört wird. Als Russell weg ist, wirft sie Kendall vor, ihr falsche Juwelen geschenkt zu haben und fordert eine Taschenuhr zurück, die sie ihm geschenkt hat. Kendall winkt ab und geht heim.
Am nächsten Morgen versucht die Vermieterin Vicky Benson vergeblich, ihren Mieter Kendall zu wecken. Sie geht hinüber zu Grodman und bittet ihn um Hilfe. Grodman bricht die Tür auf und findet Kendall erstochen auf. Die Polizei wird alarmiert und Superintendent Buckley übernimmt die Ermittlungen. Die Untersuchung des Zimmers ergibt, dass das Fenster und die Tür verschlossen und verriegelt waren. Später wird Lottie dabei erwischt, wie sie Kendalls Zimmer durchsucht. Im Verhör gibt sie an, Kendalls Taschenuhr gesucht zu haben. Da die Uhr nirgends zu finden ist, nimmt Buckley Lottie fest. Grodman schlägt vor, Kendalls Grab zu durchsuchen, und tatsächlich taucht die Uhr dort auf, woraufhin Lottie freigelassen wird.
Grodman und Victor besuchen eine Vorstellung Lotties, die den beiden hinterher erzählt, dass Kendall von einer Affäre Russells mit einer verheirateten Frau gewusst habe. Als Russell von einer Sitzung heimkommt, merkt er, dass seine Wohnung durchsucht wurde. Besorgt sucht er Grodman auf und erzählt ihm, dass er die Frau, die er liebe, zum Zeitpunkt der Tat besucht habe. Da sie noch nicht geschieden sei, könne er ihren Namen aber nicht preisgeben. Victor belauscht das Gespräch von der Toilette aus. In der Zwischenzeit hat Lottie auch Buckley darüber informiert, dass Kendall von Russells Liebschaft wusste. Sie fordert ihn auf, Russell zu verhaften.
Russell wird des Mordes angeklagt. Buckley ist von der Stichhaltigkeit der Indizien überzeugt und fordert die Geschworenen auf, Russell zum Tode zu verurteilen. Nachdem Russells Gnadengesuch abgelehnt wird, nennt er Lady Pendleton als sein Alibi. Die Frau stirbt jedoch auf einer Reise in Frankreich, bevor sie Russells Aussage bestätigen kann. Am Abend beendet Grodman das letzte Kapitel seines Buches über seine spektakulärsten Fälle. Am nächsten Tag sucht er Scotland Yard auf und gibt an, dass Arthur Kendall seine Tante ermordet hat, weil sie ihn aus ihrem Testament streichen wollte. Bei dem Treffen gab Grodman ein Schlafmittel in Kendalls Drink. Dann erstach er ihn, um Helen und den unschuldig Verurteilten zu rächen. Er wartete bis zur letzten Minute mit seinem Geständnis, um Buckley zu demütigen.

## Produktion

### Hintergrund
Gedreht wurde der Film vom 4. September bis Ende November 1945 in den Warner-Studios in Burbank.
Wegen einer Erkrankung des Hauptdarstellers Greenstreet mussten die Dreharbeiten für eine Woche unterbrochen werden. Als Regisseur setzte das Studio Don Siegel ein, der bis dahin Kurzfilme und Zusammenstellungen inszeniert hatte und somit sein Debüt als Filmregisseur gab.
In der Filmbeschreibung des TV Guide wurde auf einen Streik während der Produktion hingewiesen. Dadurch war es notwendig geworden, die Szenen schnellstmöglich abzudrehen mit dem Personal, was gerade greifbar war. Zudem wurden zwei frühere Verfilmungen von Zwingalls Roman erwähnt. Die erste Verfilmung war die 1928 entstandene Produktion der Film Booking Offices of America The Perfect Crime von Bert Glennon. 1934 drehte John S. Robertson für RKO Radio Pictures The Crime Doctor. Warner kaufte 1944 die Filmrechte von RKO zu einem Preis von 13.500 Dollar (2023: ca. 233.000 Dollar).

### Stab
Ted Smith oblag die künstlerische Leitung. G. W. Berntsen und Jack McConaghy waren für das Szenenbild zuständig, William Travilla für die Kostüme. William C. McGann fertigte die Spezialeffekte. Leo F. Forbstein war der musikalische Direktor. Don Alvarado arbeitete als Produktionsmanager.

### Besetzung
In kleinen nicht im Abspann erwähnten Nebenrollen traten Leah Baird, Wilson Benge, Harry Cording, Al Ferguson, Arthur Gould-Porter, Creighton Hale, Olaf Hytten, Arthur Stenning, Leo White und Ian Wolfe auf.

## Synchronisation
Die deutsche Synchronfassung entstand erst ein paar Jahrzehnte nach dem Film für Fernsehausstrahlungen.
| Rolle               | Schauspieler       | Deutscher Synchronsprecher |
| ------------------- | ------------------ | -------------------------- |
| Grodman             | Sydney Greenstreet | Heinz Klevenow             |
| Victor Emmric       | Peter Lorre        | Klaus Kindler              |
| Lottie Rawson       | Joan Lorring       | Brigitte Grothum           |
| Polizeichef Buckley | George Coulouris   | Paul Edwin Roth            |
| Arthur Kendall      | Morton Lowry       | Ernst Jacobi               |
| Sir William Dawson  | Holmes Herbert     | Hans Paetsch               |

## Veröffentlichung
Die Premiere des Films fand am 6. November 1946 in Albany (New York) statt. In der Bundesrepublik Deutschland wurde er am 13. März 1965 im deutschen Fernsehen ausgestrahlt.

## Kritiken
Der Filmkritiken-Aggregator Rotten Tomatoes hat in einer Auswertung ein Publikumsergebnis von 74 Prozent positiver Bewertungen ermittelt.
Das Lexikon des internationalen Films schrieb: „Ein leiser Kriminalfilm ohne stichhaltige Kritik am Indizienbeweis; ganz auf die Sympathieführung für den alten Kommissar abgestellt.“
Die Filmzeitschrift Cinema befand: „Gut besetzt und raffiniert eingefädelt.“
Für Matthias Merkelbach vom Portal Der Film Noir ist das Werk „ein empfehlenswerter Film Noir für all diejenigen, die sich von seiner viktorianischen Kulisse eher angezogen als abgestoßen sehen.“
Josephine O’Neill schrieb im australischen The Daily Telegraph, dass es sich um einen Gaslighting-Thriller ohne Romanze handele.
Bosley Crowther von der The New York Times befand, dass die Frage nach dem Mörder unwichtig sei, die jedoch in unspannender Weise in einem unbeeindruckenden Film beantwortet werde.
Die Variety bezeichnete den Film als Standard-Mystery-Geschichte, der auf Spannung und Nervenkitzel abziele und dabei mäßig erfolgreich sei.
Der Kritiker des TV Guide sah einen Film, in dem Don Siegel ein ausgeprägtes Verständnis für Stimmung, Beleuchtung und Bildkomposition zeige.